# Facundo Arana
Facundo Arana (Buenos Aires, 31 de março de 1972) é um ator e músico argentino. Conhecido por seus papéis em Sos mi vida, Muñeca brava e Montaña rusa, otra vuelta, já conquistou diversos prêmios, tais como Martín Fierro e Martín Fierro de Cable.

## Filmografia

### Televisão
| Ano  | Título                    | Personagem                                   |
| ---- | ------------------------- | -------------------------------------------- |
| 1993 | Canto Rodado              | Ramiro                                       |
| 1993 | Son de diez               |                                              |
| 1993 | La Flaca Escopeta         | Facundo                                      |
| 1993 | Alta comedia              |                                              |
| 1994 | Marco, el candidato       | Willy Cassirone                              |
| 1995 | Perla negra               | Leonardo Bastides                            |
| 1995 | La Hermana Mayor          | -                                            |
| 1996 | Montaña rusa, otra vuelta | Willy                                        |
| 1996 | Zíngara                   | Rodolfo "Rudy" Moretti                       |
| 1996 | Sueltos                   | Ignacio                                      |
| 1997 | Chiquititas               | Alejo y Manuel Méndez Ayala                  |
| 1997 | El Rafa                   | -                                            |
| 1998 | Muñeca brava              | Ivo Di Carlo/Ivo Miranda                     |
| 1999 | Buenos vecinos            | Diego Pinillos                               |
| 2000 | Tiempo final              | Ep: "La entrega"                             |
| 2001 | Yago, pasión morena       | Yago Valdez - Fabio Sirenio                  |
| 2002 | 099 Central               | Tomás Rodolfo Ledesma                        |
| 2003 | Durmiendo con mi jefe     | Swede                                        |
| 2004 | Padre coraje              | Coraje/Padre Juan/Gabriel Jaúregui Pastorino |
| 2006 | Sos mi vida               | Martín Quesada                               |
| 2008 | Vidas robadas             | Bautista Amaya                               |
| 2011 | Cuando me sonreís         | Gastón Armando Murfi                         |
| 2012 | Expedición Everest        | Apresentador                                 |
| 2013 | Farsantes                 | Alberto Marini                               |
| 2015 | Noche & Día               | Victorio "Vico" Virgilio Villa               |

### Cinema
| Ano  | Título                     | Personagem                  |
| ---- | -------------------------- | --------------------------- |
| 2001 | Chiquititas: Rincón de Luz | Alejo y Manuel Méndez Ayala |
| 2001 | La fuga                    | Víctor Gans                 |
| 2007 | Tocar el cielo             | Santiago                    |
| 2010 | El agua del fin del mundo  | -                           |

## Discografia
- Chiquititas vol. 4 (1998)
- Salir a tocar (2014)